# Robert Sengstacke Abbott
Ne pas confondre avec Robert A. Sengstacke (en)  (1943-2017), un photojournaliste américain.
Pour les articles homonymes, voir Robert Abbott et Abbott.
Robert Sengstacke Abbott, né selon les sources en 1868 ou le 24 novembre 1870 à l'Île de Saint-Simon et mort le 29 février 1940 à Chicago, est un avocat américain. Il est le fondateur du journal hebdomadaire afro-américain Chicago Defender.

## Biographie
Robert Sengstacke Abbott est né le 28 novembre 1868, ou le 24 novembre 1870 à l'Île de Saint-Simon. Il est le fils de Thomas Abott et de Flora Butler Abbott.
Il étudie à l'université de Hampton et au Chicago-Kent College of Law (en). Il est membre de la fraternité étudiante Kappa Alpha Psi (en).
Il fonde le Chicago Defender en 1905.
Robert Sengstacke Abbott est mort de néphrite et de la maladie de Bright le 29 février 1940 à Chicago. Il est inhumé dans le cimetière Lincoln.